# Terrassa Padovana
Terrassa Padovana (Terasa in veneto) è un comune italiano di 2 706 abitanti della provincia di Padova in Veneto.

## Storia
Fino al 1867 era denominata semplicemente "Terrassa".                                                                                                             Terrassa Padovana, il toponimo antico, la indica come una località chiamata Terra Arsa che significa probabilmente "disboscata con azione rapida e violenta dal fuoco". Il primo documento certo, datato 3 novembre 1097 parla di una donazione con la quale un certo Cono da Calaone cede al monastero di San Michele a Candiana, un territorio boscoso circondato da paludi e denominato appunto Terra Arsa. La frazione di Arzercavalli viene citata in un primo documento noto in data 25 ottobre 1165 in occasione di passaggi di proprietà, con il nome di "Arzer De Cavallis", ma la località era conosciuta molto prima anche per la presenza di un canale navigabile e con possibilità di traino delle barche da cavalli sugli argini (vedi via Navegauro). Successivamente il territorio di Terrassa vede come protagonisti i signori Bragadin, nobili veneziani, mentre Arzercavalli che conservò il nome originario di Arzer De Cavallis almeno fino alla fine dell'Ottocento, subì l'influenza benefica dei benedettini della vicina Candiana.

### Simboli
Lo stemma e il gonfalone sono stati concessi con decreto del presidente della Repubblica del 12 ottobre 1985.
Il gonfalone è un drappo partito di bianco e d'azzurro.

## Monumenti e luoghi d'interesse

### Architetture religiose
- Chiesa di San Tomaso Apostolo (XVII secolo). L'attuale edificio viene edificato sulla preesistente chiesa della seconda metà del XIII secolo.
- Santuario della Beata Vergine della Misericordia (XV secolo). Sito alla periferia nord dell'abitato conserva elementi architettonici dell'originale pieve romanica alla quale nei secoli si sono aggiunti nuovi elementi stilistici.

## Società

### Evoluzione demografica
Abitanti censiti